# Лучинецька волость
Лучинецька волость — історична адміністративно-територіальна одиниця Могилівського повіту Подільської губернії з центром у містечку Лучинець.
Станом на 1885 рік складалася з 20 поселень, 5 сільських громад. Населення — 6036 осіб (3091 чоловічої статі та 2945 — жіночої), 918 дворових господарств.
|                     | Площа, десятин | У тому числі орної, дес. |
| ------------------- | -------------- | ------------------------ |
| Сільських громад    | 5378           | 3587                     |
| Приватної власності | 4545           | 3190                     |
| Іншої власності     | 266            | 187                      |
| Загалом             | 10189          | 6964                     |

Основні поселення волості:
- Лучинець — колишнє власницьке містечко при річці Голова за 30 верст від повітового міста, 550 осіб, 89 дворів, православна церква, костел, єврейський молитовний будинок, школа, 4 постоялих двори, 6 постоялих будинків, торгова баня, 4 лавки, цегельний завод, базари через 2 тижні. За версту — винокурний завод.
- Горай (Згорай) — колишнє власницьке село при річці Немия, 698 осіб, 98 дворів, православна церква, постоялий будинок, водяний млин.
- Громівка — колишнє власницьке село при річці Немия, 570 осіб, 93 двори, православна церква.
- Лучинчик — колишнє власницьке село при річці Немия, 1530 осіб, 273 двори, православна церква, постоялий будинок.
- Млинівка — колишнє власницьке село при річці Немия, 752 особи, 119 дворів, православна церква, постоялий будинок, 2 водяних млини.
- Плоске — колишнє власницьке село при річці Немия, 733 особи, 125 дворів, православна церква, постоялий двір, постоялий будинок, кузня, водяний млин.